# Municipio de Blue Mound (Kansas)
El municipio de Blue Mound (en inglés: Blue Mound Township) es un municipio ubicado en el condado de Linn en el estado estadounidense de Kansas. En el año 2010 tenía una población de 483 habitantes y una densidad poblacional de 2,97 personas por km².

## Geografía
El municipio de Blue Mound se encuentra ubicado en las coordenadas 38°5′43″N 95°0′20″O / 38.09528, -95.00556. Según la Oficina del Censo de los Estados Unidos, el municipio tiene una superficie total de 162.81 km², de la cual 162,01 km² corresponden a tierra firme y (0,49 %) 0,8 km² es agua.

## Demografía
Según el censo de 2010, había 483 personas residiendo en el municipio de Blue Mound. La densidad de población era de 2,97 hab./km². De los 483 habitantes, el municipio de Blue Mound estaba compuesto por el 97,72 % blancos, el 0,21 % eran afroamericanos, el 0,21 % eran amerindios, el 0,41 % eran de otras razas y el 1,45 % eran de una mezcla de razas. Del total de la población el 0,41 % eran hispanos o latinos de cualquier raza.